# Hotel reserva ecológica Kapawi
Hotel-Reserva Ecológica Kapawi (en inglés Kapawi Ecolodge & Reserve) es un hotel comunitario y reserva ecológica (en el mismo espacio) ubicado en la provincia de Pastaza, en Ecuador. Está rodeado por los ríos Pastaza y Capahuari, el primero es un afluente mayor y el segundo es un afluente menor del Río Amazonas. El área operativa del lodge comprende un quinto de los 5.000 kilómetros cuadrados que tiene el territorio de la nacionalidad indígena achuar. El hotel es un caso emblemático de ecoturismo indígena que ha recibido reconocimiento internacional llegando a estar en la lista de los 25 mejores proyectos comunitarios del mundo en el año 2010 según el Programa de las Naciones Unidas para el Desarrollo.
Fue construido de acuerdo al concepto de arquitectura achuar. Empezó a funcionar en 1996 por iniciativa de Carlos Pérez Perasso -fallecido director de diario El Universo-, bajo la administración de la empresa privada Canodros. La idea, que originalmente provocó opiniones encontradas entre facciones de la tribu achuar de ese sector geográfico pues representaba establecer un punto de contacto con el mundo exterior por primera vez desde los tiempos de la Fiebre del Caucho en la primera mitad del siglo XX, fue dar trabajo a los achuar y generar una fuente de ingresos para la región. Canodros se comprometió a administrar Kapawi hasta 2011, tiempo en el que entrenaría a los indígenas en el manejo operativo. Sin embargo, se adelantó el traspaso y desde enero del 2008 las instalaciones de Kapawi pertenecen completamente a la comunidad achuar organizada en la «Federación Nacionalidad Achuar del Ecuador», y en 2015 se operó un traspaso de acciones hacia la comunidad achuar territorialmente aledaña.

## Distinciones internacionales
Kapawi Ecolodge ha sido distinguido con menciones y premios, entre los que constan
- Mención de la revista Travel + Leisure como uno de los 50 lugares más románticos (2001),
- Diez destinos más exóticos del mundo, por la producción televisiva Arts & Entertainment (2002),
- Primer premio de ecoturismo de la asociación Skal (2002),
- Designado uno de los 50 mejores ecolodges por la revista National Geographic Adventure (2009),
- Premio Ecuatorial 2010, de la Iniciativa Ecuatorial del Programa de las Naciones Unidas para el Desarrollo, a los 25 mejores planes comunales y ecológicos.
- Sustainable Standard-Setter Award 2013, de Alianza para Bosques.[14]